# Nostra Signora di Coromoto in San Giovanni di Dio
De Nostra Signora di Coromoto in San Giovanni di Dio (Latijn: Dominae Nostrae de Coromoto apud S. Ioannem a Deo) is een rooms-katholiek kerkgebouw in het zuidwesten van de Italiaanse hoofdstad Rome (Municipio XVI).
Het ontwerp van de kerk is van architect Massimo Battaglini. Het gebouw werd op 17 september 1978 ingewijd als parochiekerk van de gelijknamige parochie.

## Titeldiaconie
Paus Johannes Paulus II verhief de kerk op 25 mei 1985 tot titeldiaconie. De volgende kardinalen waren achtereenvolgens titularis van de Nostra Signora di Coromoto in San Giovanni di Dio:
- 1985-1996: Rosalio José Castillo Lara SDB (pro hac vice 1996–2007)
  - 2007–2012: vakant
- 2012-heden: Fernando Filoni